# پاول کراچ
پاول کراچ (به انگلیسی: Paul Crouch) برنامه ساز مسیحی آمریکایی بود. وی به همراه همسرش جین کراچ به تولید برنامه‌های تلویزیونی مذهبی می‌پرداخت. وی اولین بار دریک برنامه تلویزیونی اشاره کرد که در ترانه راک پلکانی به سوی بهشت نهان سازی در برگردان صورت گرفته است.